# Châtel-sur-Moselle
Châtel-sur-Moselle är en kommun i departementet Vosges i regionen Grand Est (tidigare regionen Lorraine) i nordöstra Frankrike. Kommunen ligger i kantonen Châtel-sur-Moselle som tillhör arrondissementet Épinal. År 2022 hade Châtel-sur-Moselle 1 726 invånare.

## Befolkningsutveckling
Antalet invånare i kommunen Châtel-sur-Moselle
| Referens: INSEE |